# Saccharum ravennae
Espèce
Classification APG III (2009)
Statut de conservation UICN

 LC  : Préoccupation mineure
Saccharum ravennae est une espèce de plantes monocotylédones de la famille des Poaceae, sous-famille des Panicoideae, originaire du bassin méditerranéen et d'Eurasie, introduite en Amérique du Nord.
Certains auteurs acceptent encore le nom scientifique synonyme de Erianthus ravennae. De récentes études proposent, au contraire, de placer cette espèce dans un nouveau genre, Tripidium. 
C'est une espèce proche des cannes à sucre, parfois appelée « canne d'Italie » ou « canne à sucre d'Italie ». Son utilisation est essentiellement ornementale.
Ce sont des plantes herbacées vivaces formant des touffes de grandes tiges dressées de 2 à 3 mètres de haut, aux inflorescences en panicules denses de couleur grise teintée de rose. 

## Taxinomie
L'espèce Saccharum ravennae a été décrite par Linné et publiée en 1774 dans Systema Vegetabilium. Editio decima tertia 2: 88.

### Synonymes
Selon Catalogue of Life (16 avril 2017) :
- Agrostis ravennae (L.) P.Beauv.
- Andropogon caudatus M.Bieb., nom. nud.
- Andropogon ravennae L.
- Erianthus elephantinus Hook.f.
- Erianthus jamaicensis (Trin.) Andersson
- Erianthus monstieri Carrière
- Erianthus parviflorus Pilg.
- Erianthus purpurascens Andersson
- Erianthus ravennae (L.) P.Beauv.
- Erianthus ravennae var. binervis Chiov.
- Erianthus ravennae var. jamaicensis (Trin.) Hack.
- Erianthus ravennaesubsp. parviflorus (Pilg.) H.Scholz
- Erianthus ravennae var. purpurascens (Andersson) Hack.
- Erianthus scriptorius Bubani
- Ripidium elephantinum (Hook.f.) Grassl
- Ripidium ravennae (L.) Trin.
- Saccharum elephantinum (Hook.f.) V.Naray. ex Bor
- Saccharum jamaicense Trin.
- Saccharum parviflorum (Pilg.) Pilg.
- Tripidium ravennae (L.) H.Scholz
- Tripidium ravennaesubsp. parviflorum (Pilg.) H.Scholz

### Liste des sous-espèces
Selon Tropicos (16 avril 2017) (Attention liste brute contenant possiblement des synonymes) :
- sous-espèce Saccharum ravennae subsp. parviflorum (Pilg.) Maire
- sous-espèce Saccharum ravennae subsp. ravennae

## Description
Ce sont des plantes herbacées vivaces, cespiteuses, formant des touffes denses, aux tiges robustes de 2 à 3 mètres de long sur 1,5 cm de diamètre. les nœuds inférieurs, jaunâtres, sont villeux, tandis qu'ils sont glabres sous l'inflorescence. 
Les feuilles présentent une ligule de 0,5 à 2,5 mm, tronquée ou obtuse, et un limbe foliaire plan, à la nervure médiane blanche très marquée, avec une marge en dents de scie, pouvant atteindre 125 cm de long sur 2 cm de large pour les feuilles basales, plus court pour les feuilles caulinaires.
L'inflorescence est une panicule dense, très ramifiée, de 25 à 70 cm de long, au contour lancéolé, plus ou moins lobé, plumeuse, de couleur grisâtre teintée de rose. 
Les épillets, pourpres, de 3,5 à 5,5 mm de long, sont entourés à la base de nombreux poils soyeux de 3 à 6 mm de long, avec un pédicelle velu.
Les glumes,  aiguës ou acuminées. La lemme membraneuse, aiguë, porte une arête de 2,5 à 5 mm de long sur les fleurons hermaphrodites. 
Les anthères, au nombre de trois, ont 1,8 à 2,5 mm de long. 
Les fruits sont des caryopses oblongs de 1,5 mm de long sur 0,6 mm de large. 
La plante fleurit de mai à octobre dans l'hémisphère nord, et de septembre à octobre sur le littoral méditerranéen.

## Distribution et habitat
Saccharum ravennae a une aire de répartition originelle qui couvre le bassin méditerranéen (Europe méridionale, de l'Espagne  à la Grèce, Afrique du Nord, du Maroc à la Libye, et Proche-Orient, et s'étend vers l'est sur le Moyen-Orient, l'Asie centrale, le sous-continent indien (Nord-Ouest de l'Inde, Pakistan) et la Chine (Xinjiang).
L'espèce a été introduite en Amérique du Nord (États-Unis), ainsi qu'en Australie et au Japon.
La canne d'Italie préfère les sols humides et les substrat grossiers tels que les bancs de graviers. Son implantation est favorisée par les zones riveraines des cours d'eau, les marges des zones humides et les plaines inondables. L'espèce est relativement tolérante au froid et peut supporter des périodes de gel régulières.

## Utilisation

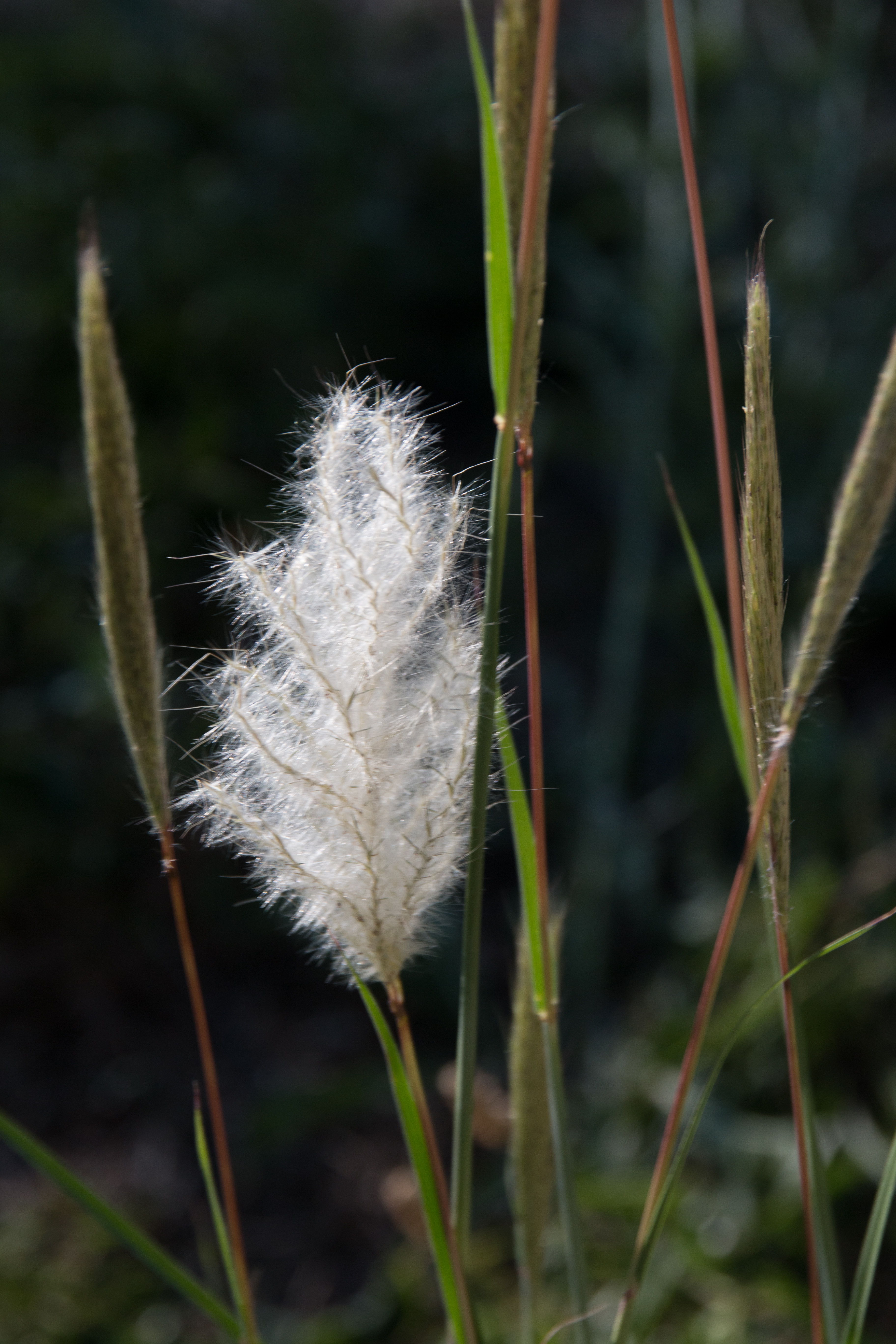
Inflorescence.

### Alimentation animale
Dans son aire d'origine, Saccharum ravennae est une plante fourragère de faible valeur. En Chine les jeunes feuilles sont utilisées comme fourrage. Des études ont été conduites au Japon sur ce type d'utilisation de la plante.

### Matériau
Les tiges fortes sont parfois employées pour la construction de huttes,.

### Lutte contre l'érosion
Ses touffes robustes peuvent servir dans la lutte contre l'érosion, et notamment à la restauration et au maintien des rives des cours d'eau dans la région méditerranéenne.

### Plante ornementale
Saccharum ravennae est une plante ornementale appréciée pour ses grandes panicules florales plumeuses, à l'instar de l'herbe de la Pampa

### Production de biomasse
Comme d'autres graminées de grande taille, Saccharum ravennae  a été testée pour la production de biomasse, et même si son rendement est inférieur à celui d'autres espèces, il atteint tout de même 10 tonnes par hectare en moyenne.